# دمیتری نلیوبین
دمیتری نلیوبین (روسی: Дмитрий Владиславович Нелюбин؛ ۸ فوریهٔ ۱۹۷۱ – ۱ ژانویهٔ ۲۰۰۵) دوچرخه‌سوار اهل روسیه بود.
وی در مسابقات کشوری و بین‌المللی در مجموع برندهٔ ۱ مدال طلا شده‌است.